# Adam Mitchell (Doctor Who)
Adam Mitchell és un personatge de la sèrie de ciència-ficció britànica Doctor Who, interpretat per Bruno Langley. Adam s'introdueix a la primera temporada de la sèrie després del seu retorn el 2005, fent de company de viatge del novè doctor, interpretat per Christopher Eccleston. Adam fou creat per a oferir un exemple d'un viatger del temps inepte. Només apareix durant dos capítols: Dàlek (1x06) i l'Etern joc (1x07)
El personatge representa un jove geni del 2012, quan el Doctor i Rose el troben al seu lloc de treball. Rose demana al Doctor si Adam pot viatjar amb ells i l'accepta tot i que és escèptic sobre el seu comportament. Les seves sensacions es veuen encertades quan Adam intenta utilitzar la informació del futur en el seu propi benefici. El Doctor expulsa Adam de la seva màquina del temps el TARDIS, essent el primer exemple d'una expulsió per un comportament negatiu.